# اثر آتلر–تانز
اثر آتلر-تانز (به انگلیسی: Autler–Townes effect) (ATE) اصطلاحی هست در طیف‌سنجی کوانتومی، و به حالت دینامیکی اثر اشتارک گفته می‌شود که اولین بار توسط  فیزیکدانان آمریکایی استنلی آتلر و چارلز هارد تاونز ارائه شد و مربوط می‌شود به تنظیم یک میدان الکتریکی نوسانی همچون لیزر در تشدید یک خط طیفی یا در نزدیکی آن برای گذار فرکانسی که معمولاً همراه با تغییر متناوب شکل‌های جذب وانتشار طیفی می‌باشد. اما باید توجه داشت که این اثر با اثر اشتارک AC متفاوت هست، هر چند هر دو به عنوان حالت دینامیکی اثر اشتارک در نظر گرفته می‌شود. اثر آتلر-تانز یک شکاف تشدیدی را به علت نوسان رابی را نشان می‌دهد و اثر اشتارک AC یک شیفت از تشدید رو نشان می‌دهد و این زمانی رخ می‌دهد که میدان الکتریکی تابیده شده به ماده به اندازه کافی قوی نباشد تا نوسان رابی را ایجاد کند (بدلیل محدود بودن زمان همدوسی در ماده).